# Teacivka, Teceu
Teacivka (în ucraineană Тячівка) este un sat în orașul raional Teceu Mare din raionul Teceu, regiunea Transcarpatia, Ucraina.

## Demografie
Componența lingvistică a localității Teacivka
     Ucraineană (99,1%)
     Alte limbi (0,9%)
Conform recensământului din 2001, majoritatea populației localității Teacivka era vorbitoare de ucraineană (99,1%), existând în minoritate și vorbitori de alte limbi.